# 葡式碎石路

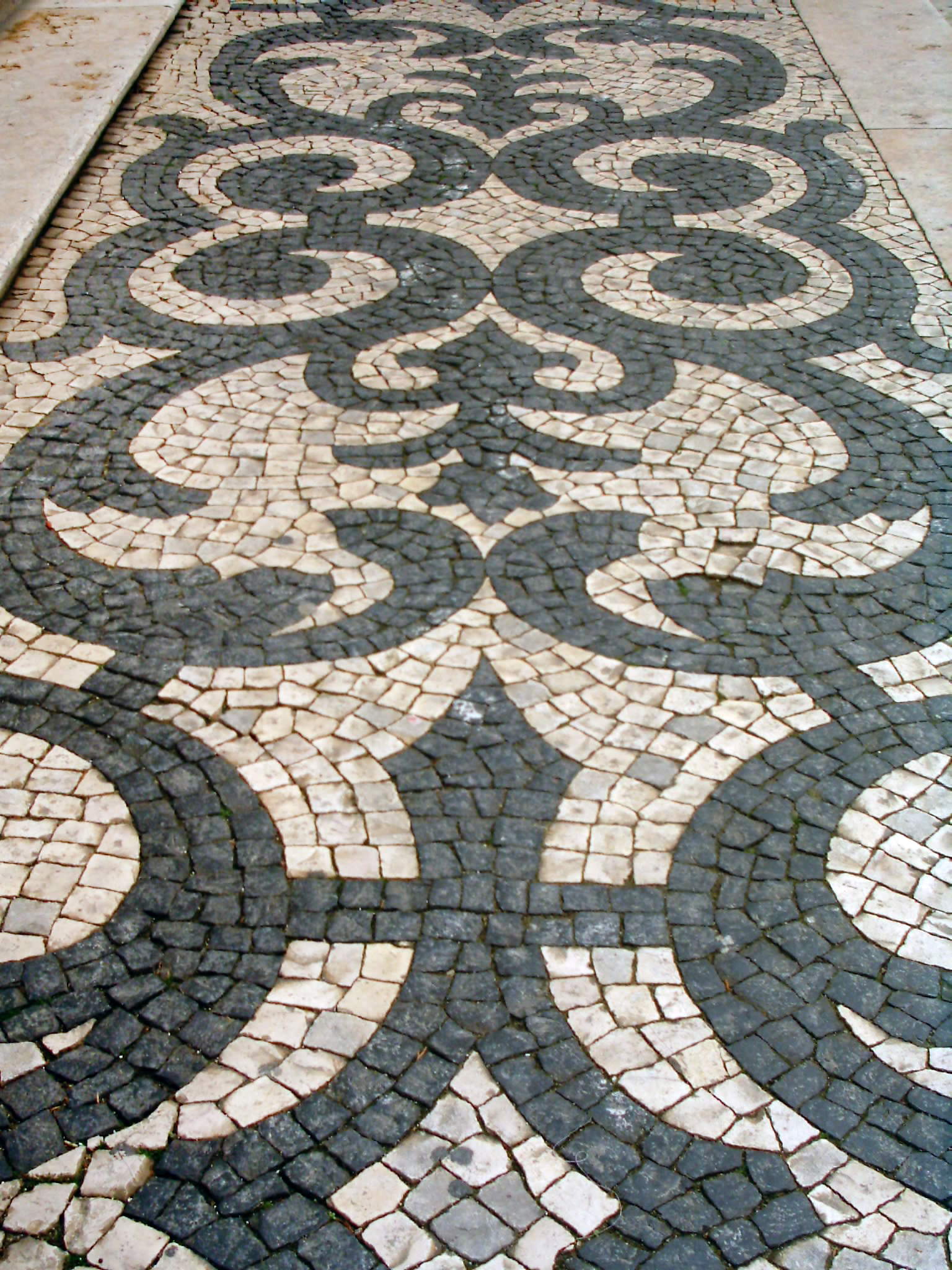
葡萄牙里斯本的行人碎石路

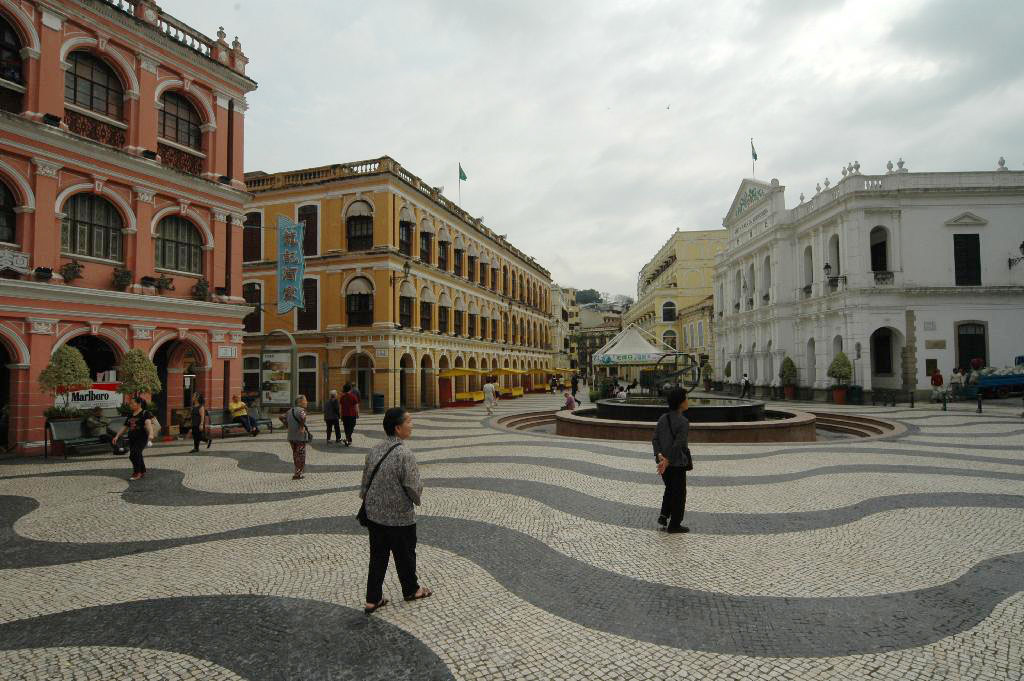
澳門議事亭前地的碎石路

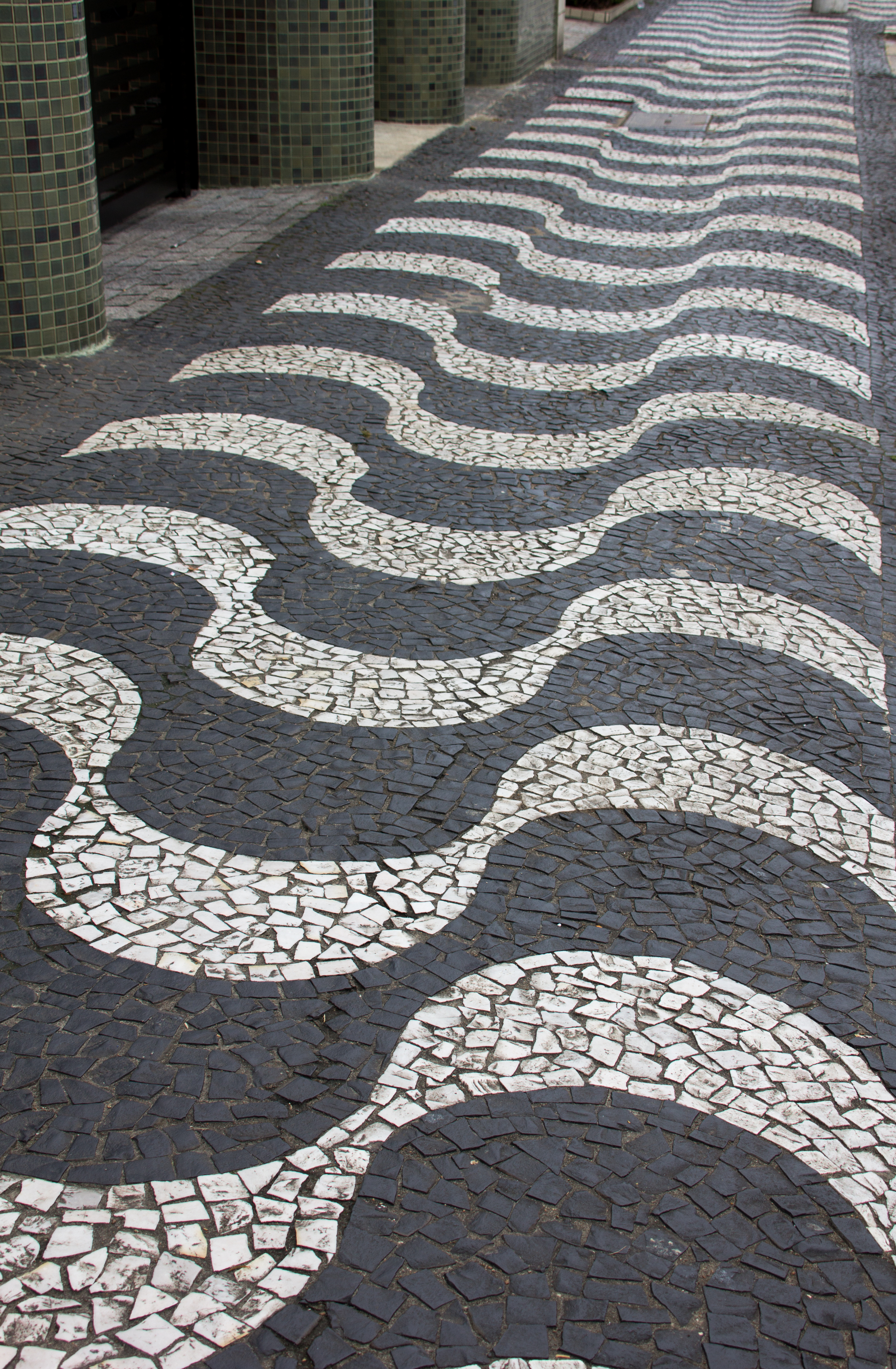
巴西桑托斯的碎石路

葡式碎石路（葡萄牙語：Calçada portuguesa）是在葡萄牙地區及前葡萄牙帝國殖民地，如巴西、安哥拉、莫桑比克、佛得角及澳門，最常用來鋪砌行人路路面的傳統方式。這鋪砌方法亦常見於廣場及行人專用區。 
其中一個最突出地運用這鋪砌技巧的，是在科英布拉市的葡萄牙皇后聖伊利莎白圖像，以黑白色的玄武岩及石灰岩設計。

## 歷史起源
路面鋪砌作為手工藝相信源自於美索不達米亞，當地以石料作為建築物內部及外部的建材，後來把技術傳到古希臘及古羅馬。
羅馬人以於附近找到的材料鋪砌羅馬道路接通帝國，部份技術後來應用到碎石路上，尤其用於路基及鋪面上。

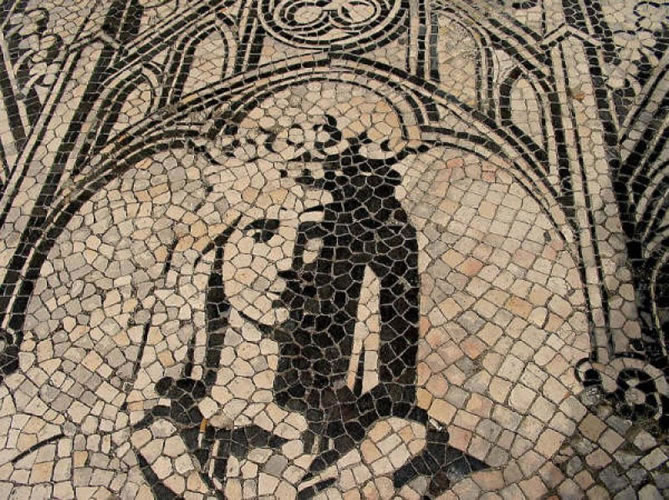
葡式碎石:聖伊利莎白的圖像葡萄牙 (科英布拉市).

在伊比利半島的阿拉伯人亦遺下鋪砌藝術的痕跡。

## 澳門的葡式碎石路
在1990年代澳葡政府重金在葡萄牙請來技師，在議事亭前地至板樟堂前地鋪砌黑白相間的波浪形路面，使之成為行人專用區，為澳門首次採用葡式碎石路。後來範圍不斷擴大，包括媽閣廟前地、崗頂前地、澳督府前地及部份公園等都鋪上碎石。惟後期特別是回歸後鋪設的碎石造工不佳，大雨過後碎石脫落，且易絆倒行人，且圖案造型粗糙，空隙也較為明顯，碎石排列不均，碎石中的塡充物料更覺礙眼。另外市政當局在舊城區也舖設石板街。
回歸前鋪砌的地方
- 議事亭前地
- 板樟堂前地
- 媽閣廟前地
- 崗頂前地
- 澳督府前地
- 文化中心廣場
- 新馬路（由大西洋銀行至市政廳大樓一段）
- 峰景酒店
- 融和門
- 宋玉生廣場
- 何賢公園
- 藝園
- 聖方濟各教堂

回歸後鋪砌的地方
- 大堂前地
- 望德堂坊
- 塔石廣場
- 加思欄花園
- 南灣大馬路
- 殷皇子大馬路
- 白馬行
- 亞馬喇圓形地
- 西灣湖廣場
- 水塘休憩區
- 關閘廣場
- 葡京酒店

## 不確定的將來
很少技師（calceteiros）享受這艱巨的勞力工作，因為要花很長時間煞費苦心地把碎石安放在特定的位置。工資水平低亦難以吸引學徒。
鋪好的路面亦會對行人構成危險，以及對傷殘人士造成障礙。這路面在潮濕時特別危險，因為光滑的表面導致行人容易滑倒及失足。而且碎石路亦容易鬆脫，危害行人安全。
以這種方法來鋪砌路面相對於水泥路或瀝青路有較高的成本及較短的壽命，但亦較容易開挖，去處理地下設施。
這工藝曾經流行於葡萄牙的各城市及村莊，但現在逐漸只用於歷史或重要的建築物上。材料的不足、懂得這工藝的技師越來越少、以及認為鋪砌得過濫的批評，逼使市政機構考慮其他鋪砌路面的方式。
巴西城市聖保羅市最近重整Paulista Avenue的行人道，它的葡式碎石鋪面就被換成便宜及普通的路面。
澳門的崗頂前地行車路面亦曾經為葡式碎石鋪面，下雨天經常有電單車滑倒，備受批評，後來當局把行車路面改鋪成麻石路面。

## 圖庫

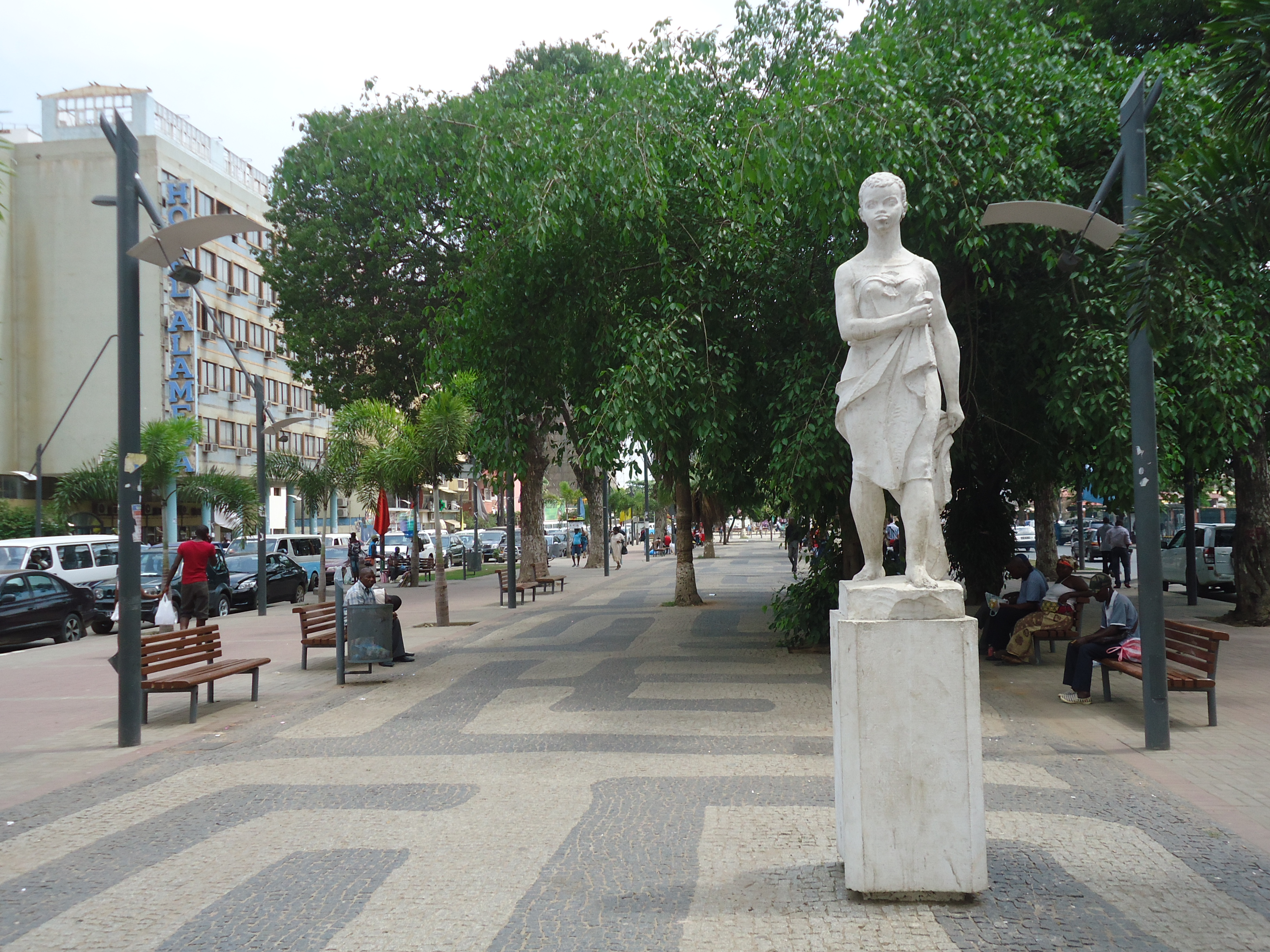
Portuguese pavement in Alameda Manuel Van Dunen, 安哥拉罗安达
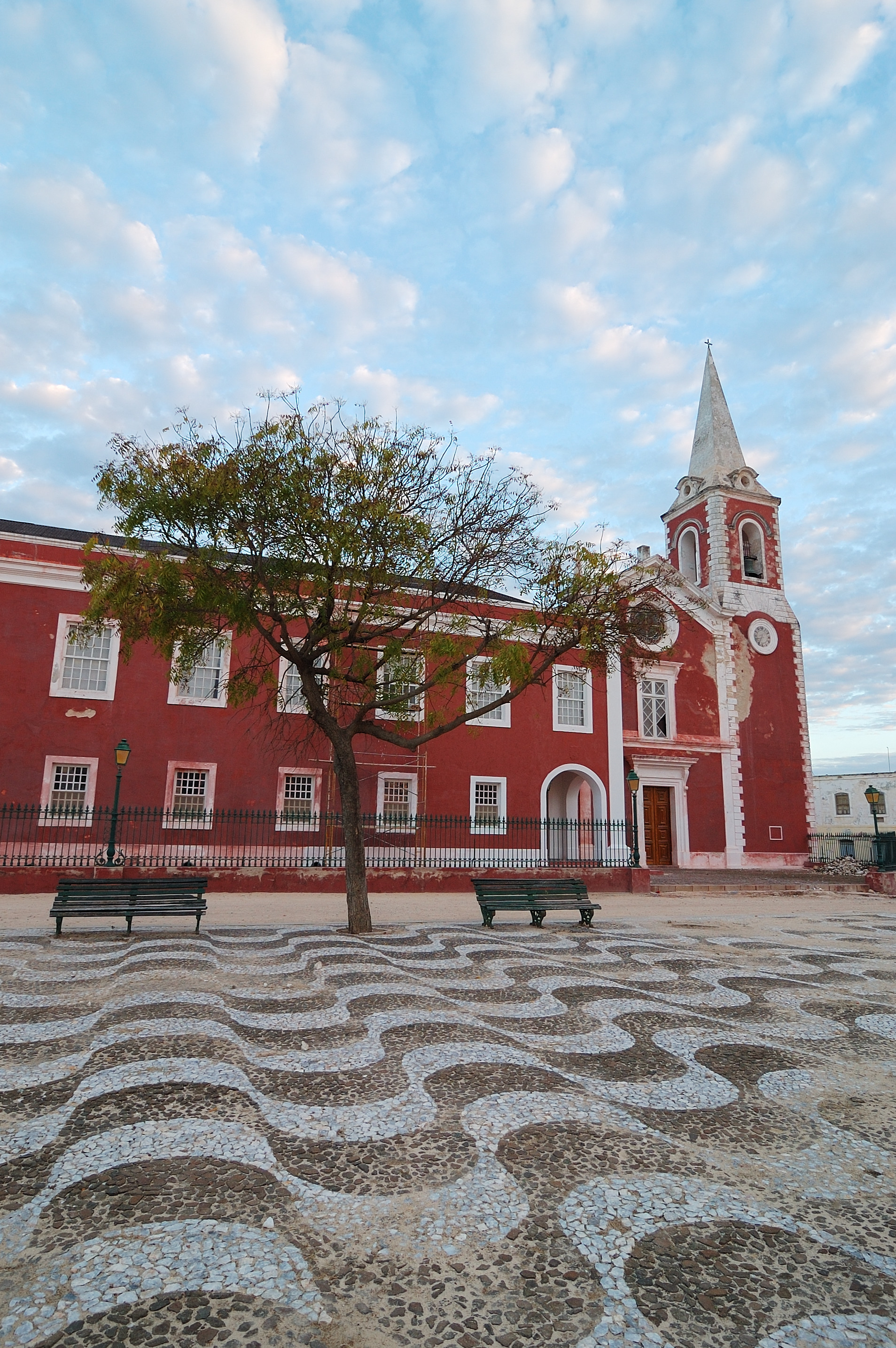
São Paulo Palace on 莫桑比克莫桑比克島
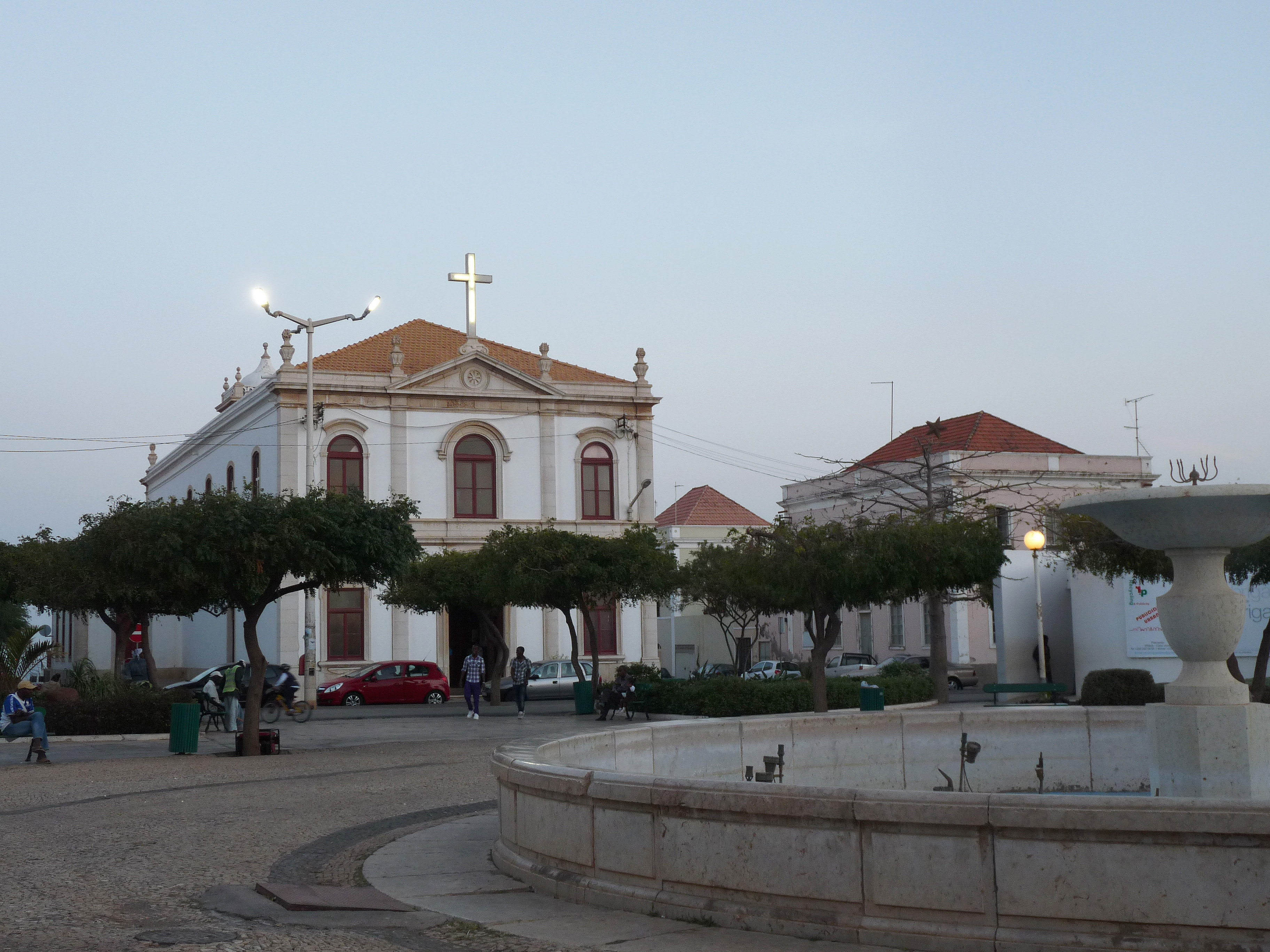
Igreja de Nossa Senhora da Graça, 維德角培亞
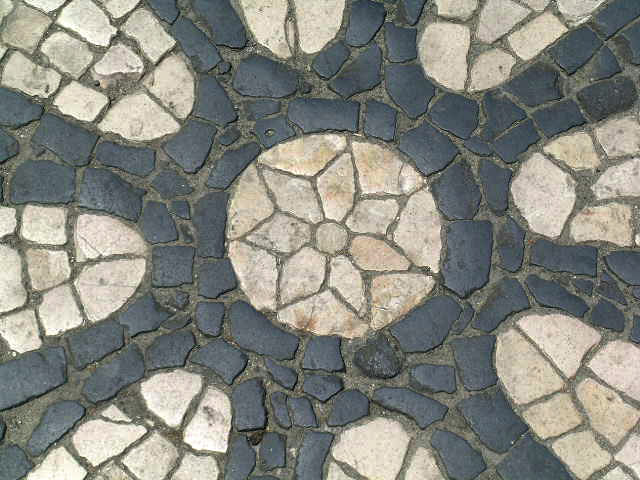
Stars at your feet at Lisbon
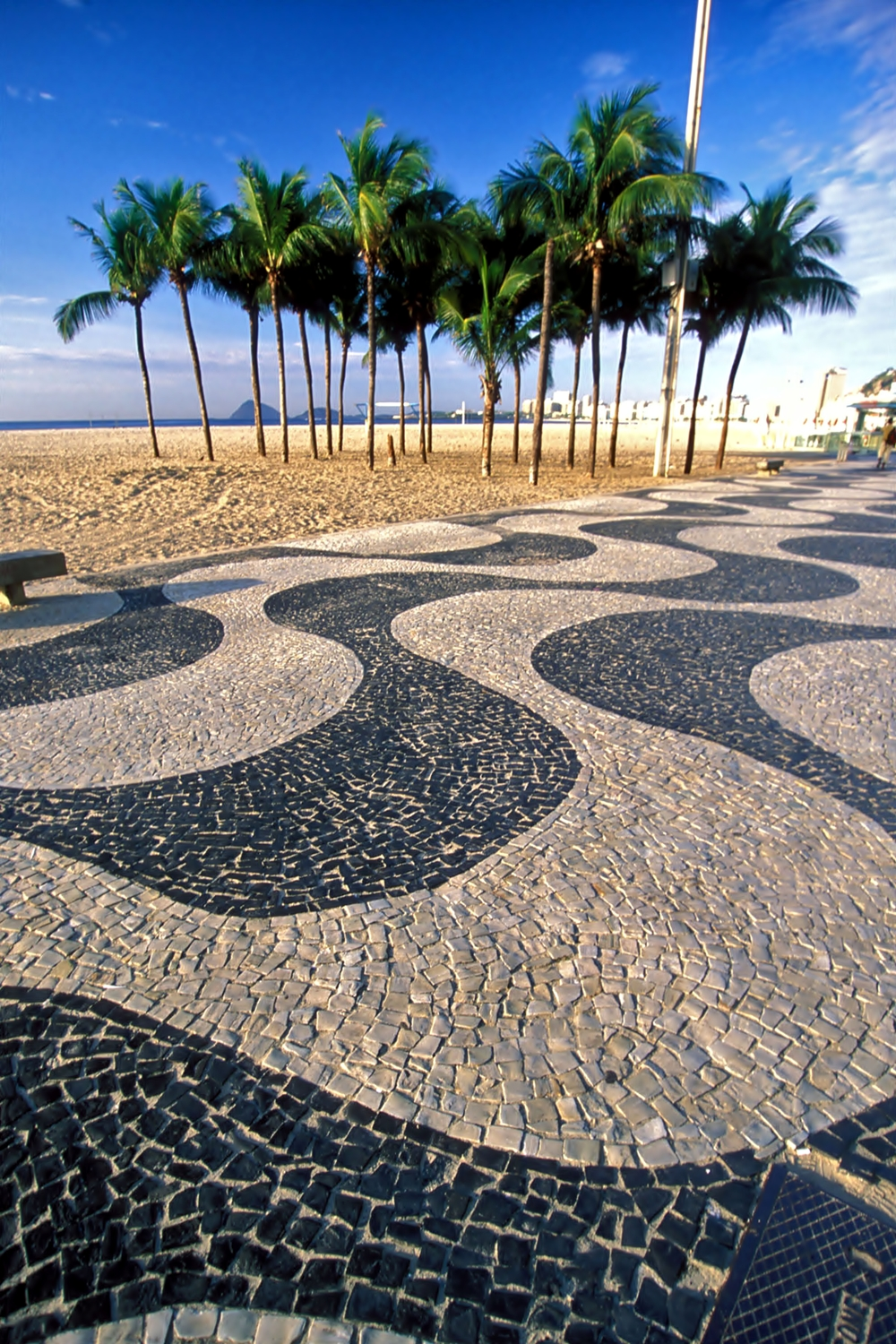
Portuguese pavement in 巴西里约热内卢Copacabana Beach
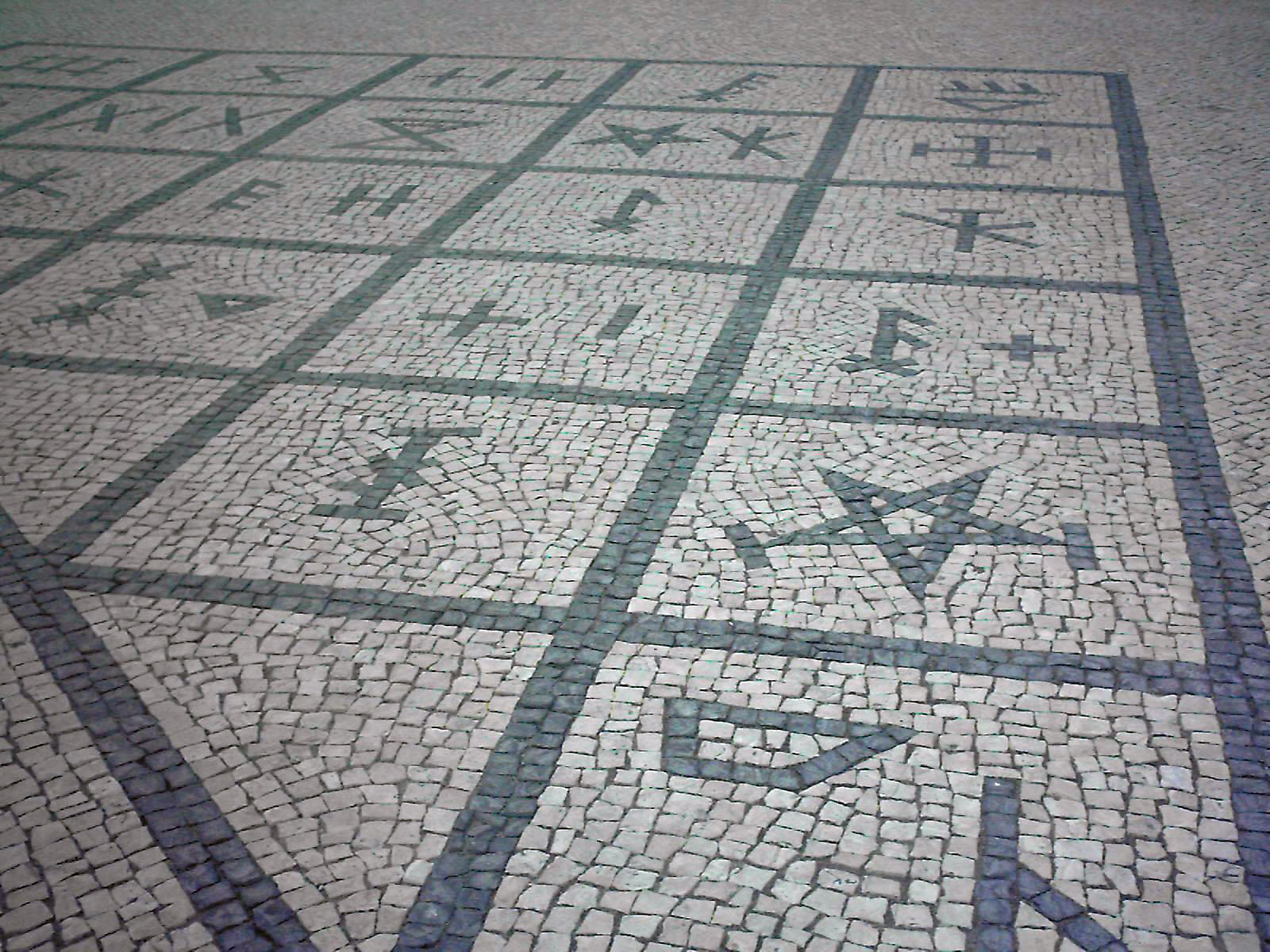
Póvoa de Varzim's runes in Praça do Almada
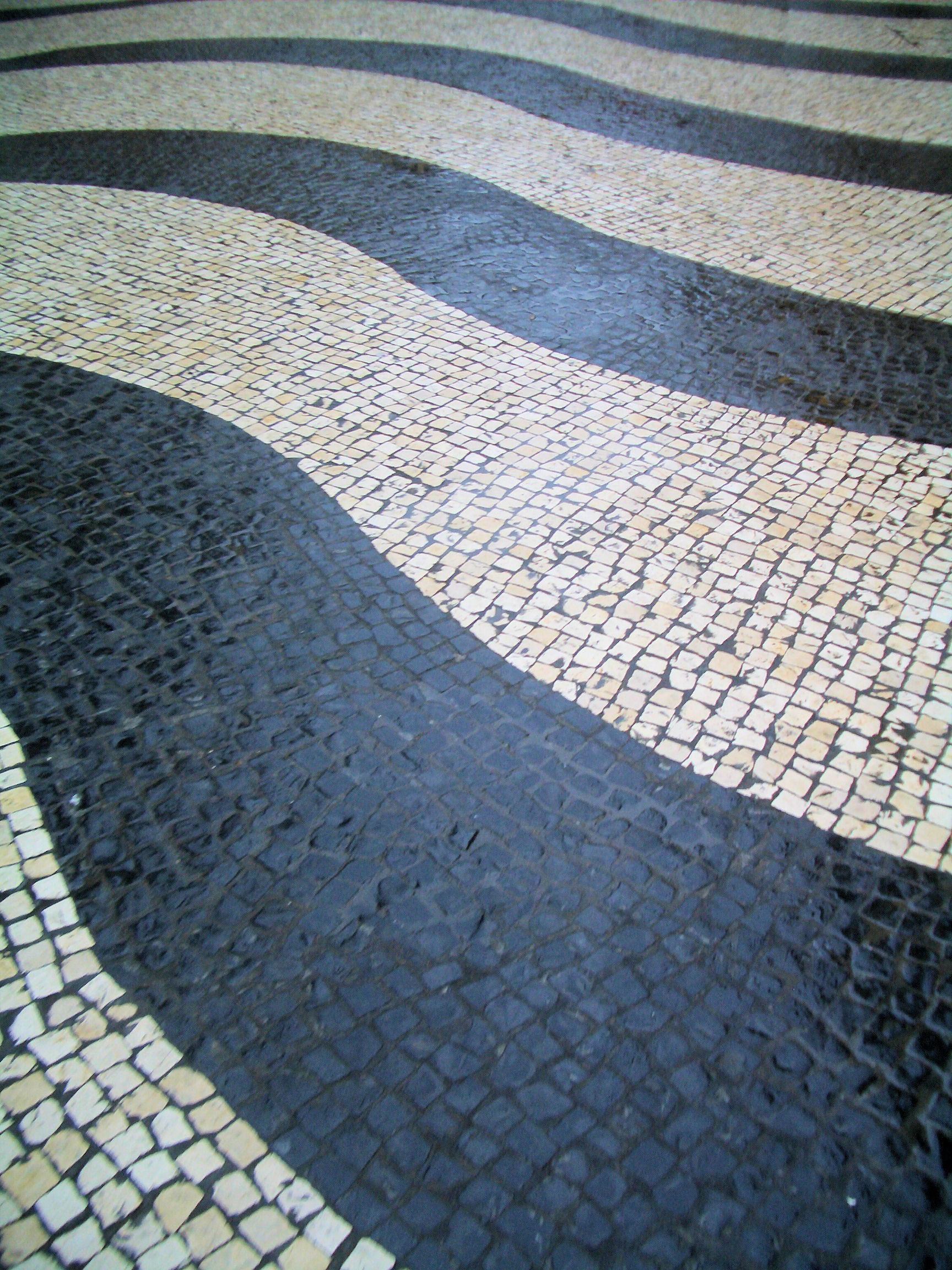
The Senado Square's disctinctive tiled pattern in, 澳門
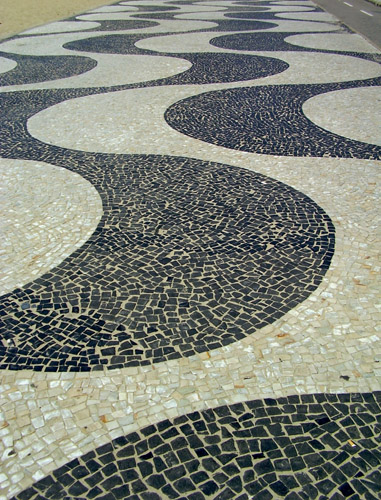
The Copacabana beach sidewalk pavement in 巴西里约热内卢
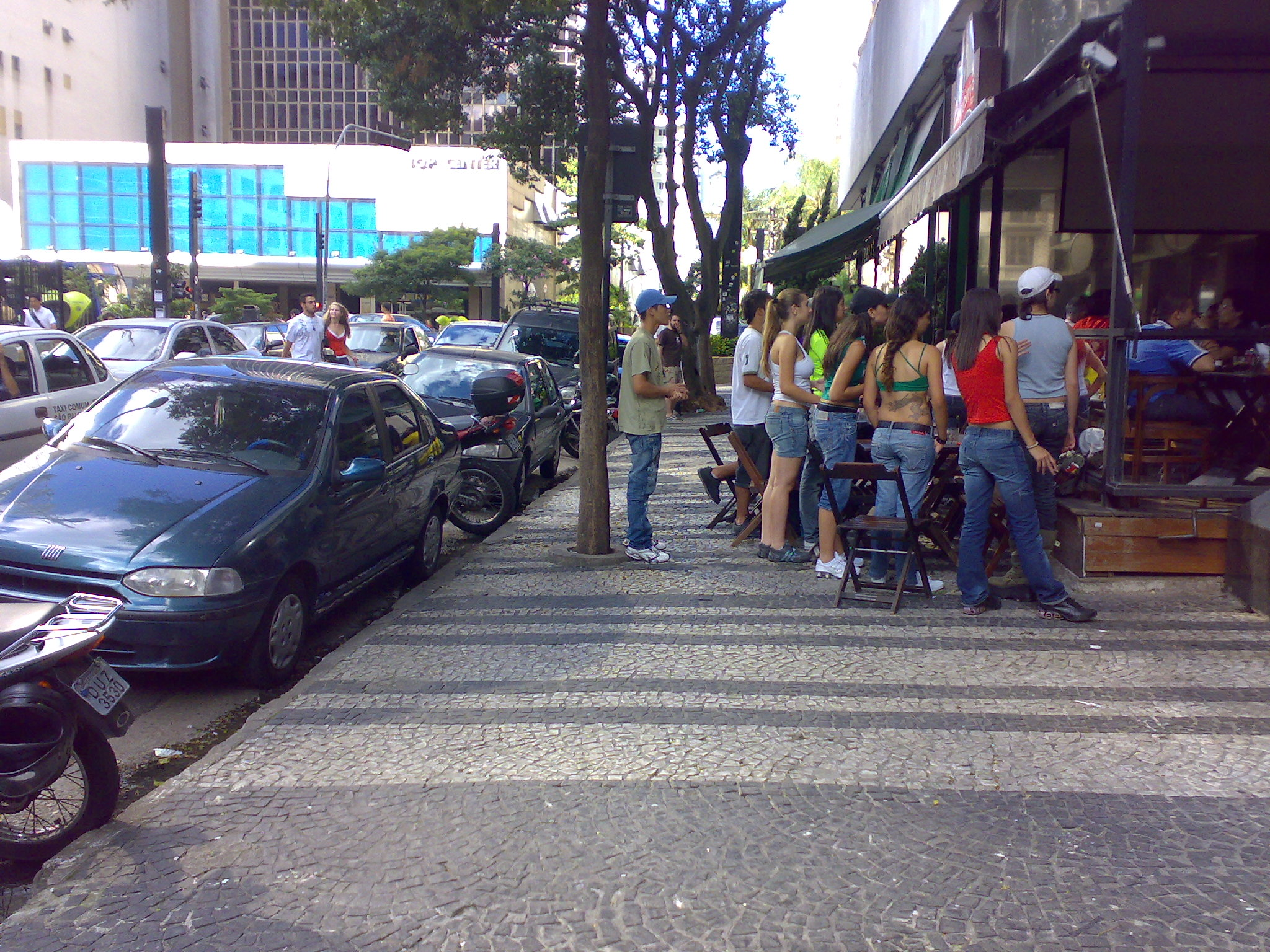
A sidewalk next to Paulista Avenue, a whole neighbourhood that only uses Portuguese pavement巴西圣保罗
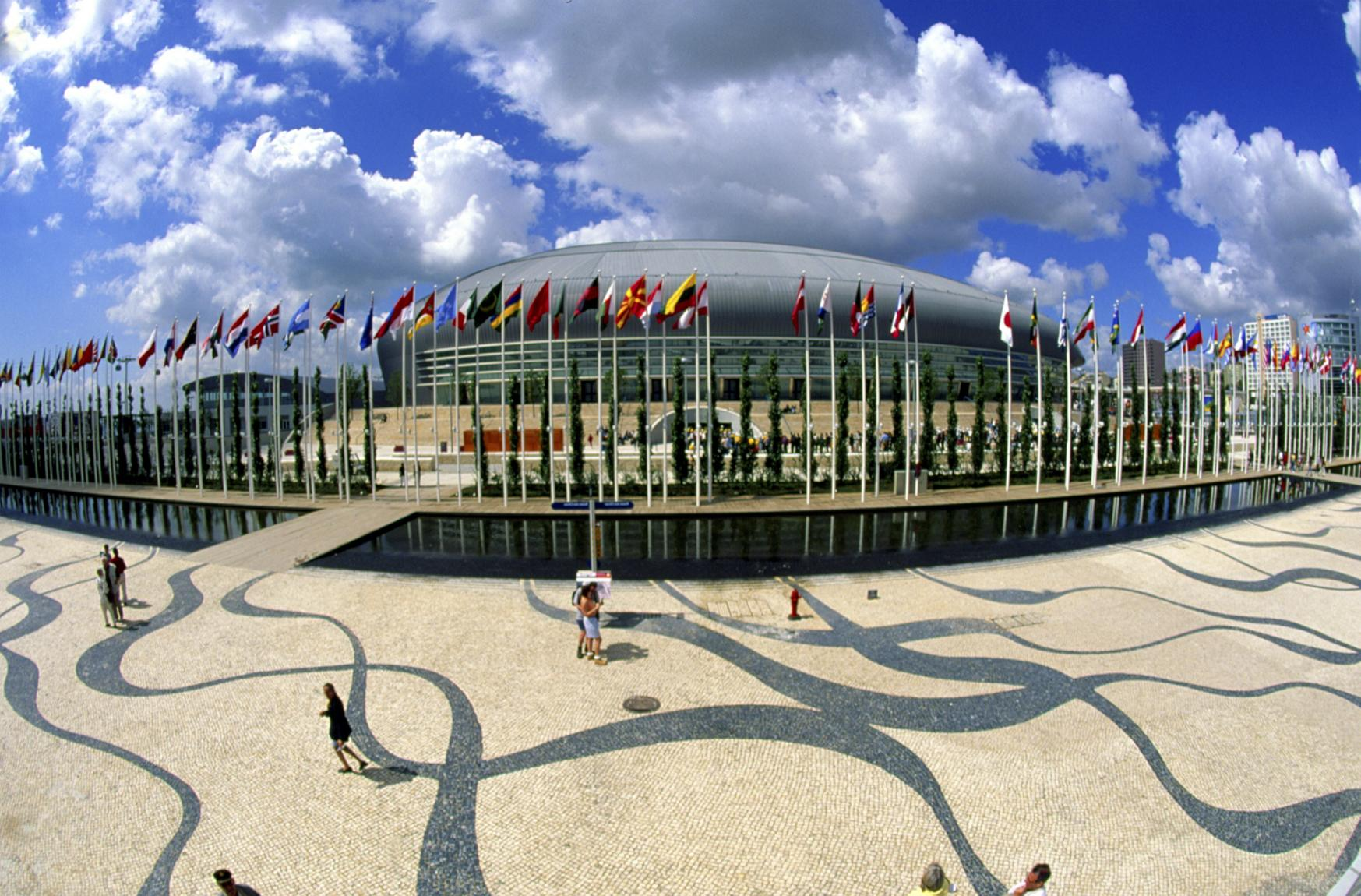
Portuguese pavement near Pavilhão Atlântico at Parque das Nações葡萄牙里斯本
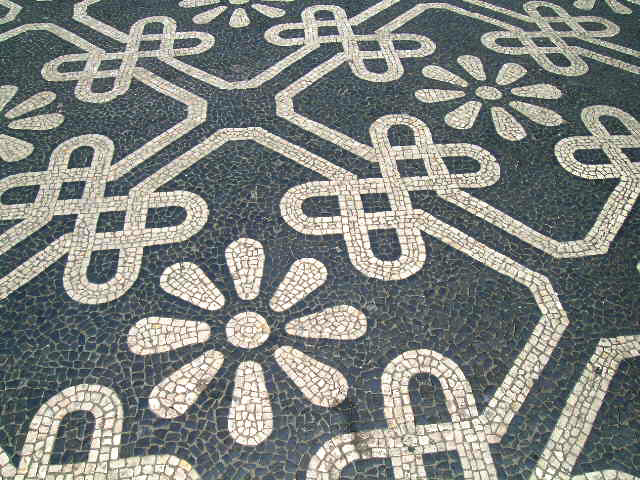
Detail of paving work near Praça de Camões葡萄牙里斯本
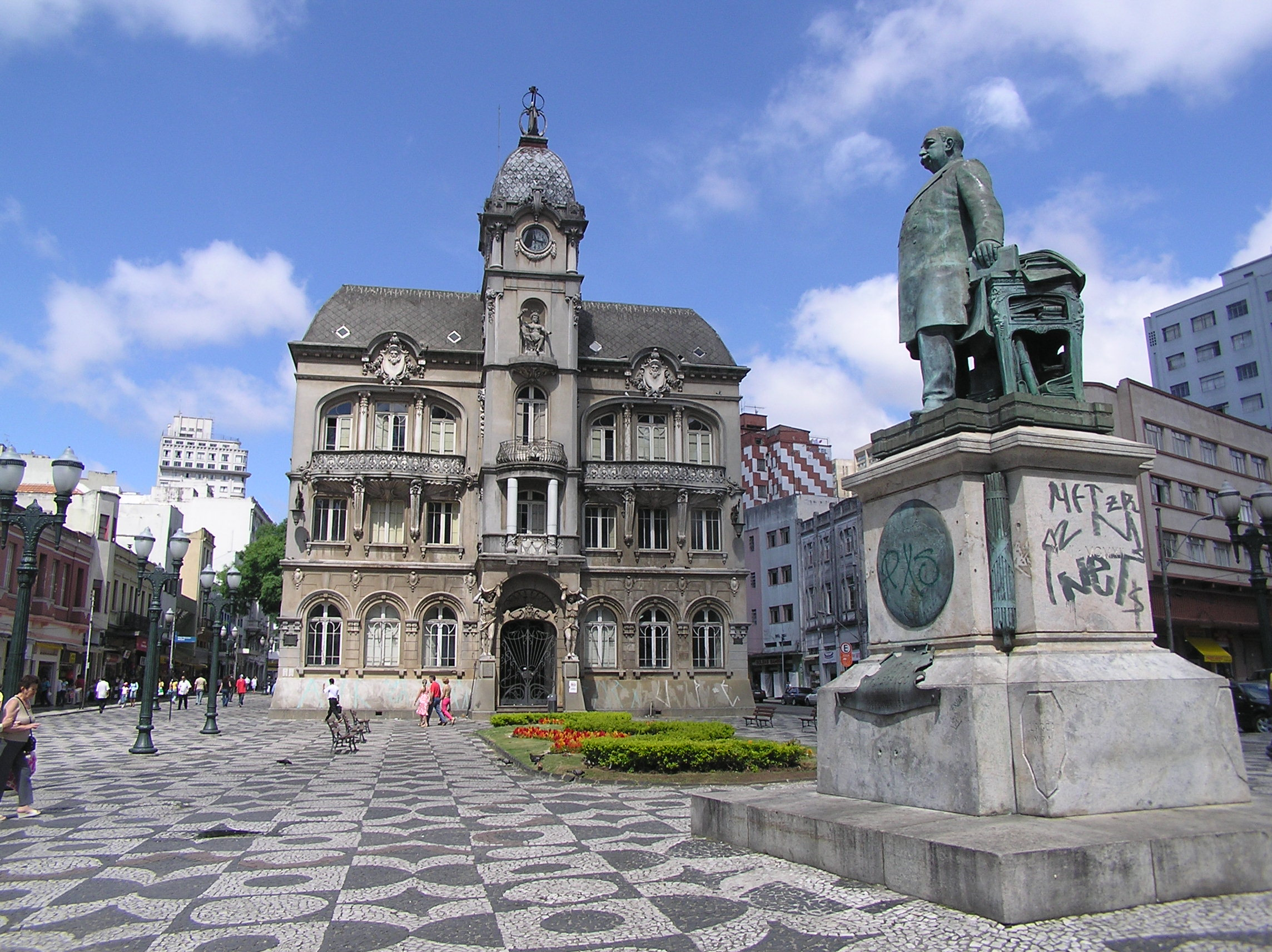
Portuguese pavement in Generoso Marques Square巴西库里蒂巴
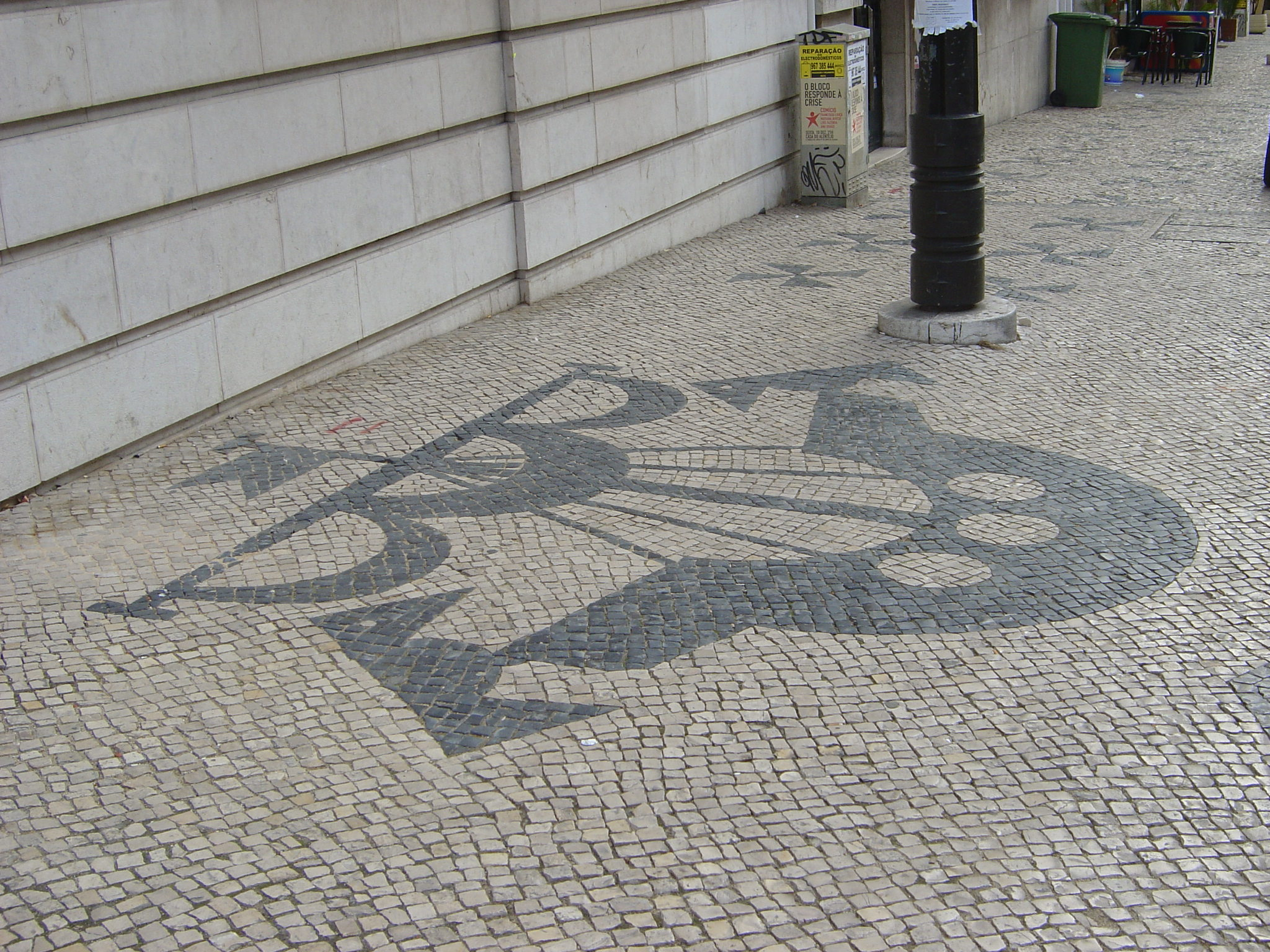
葡萄牙首都里斯本市徽